# Zone de conservation des plantes Fyrsteilene
La zone de conservation des plantes Fyrsteilene  est une réserve naturelle norvégienne, dans la municipalité de Nesodden du comté d'Akershus.

## Description
La réserve naturelle comprend Fyrsteilene, l'une des îles de l'archipel de Steilene dans la municipalité de Nesodden.
L'île a été protégée en 2008 pour préserver les espèces végétales rares et leur habitat. Les communautés de terres sèches calcaires et de boutons rocheux sont les communautés végétales dominantes. Lors d'une enquête en 2002, 81 espèces ont été trouvées, dont plusieurs sont rares. Entre autres : le Lepidium draba, le Rubus Chamaemorus et la Veronica spicata et, cette dernière est sur la liste rouge comme hautement menacé .
Le lieu a une grande valeur pédagogique.

## Galerie

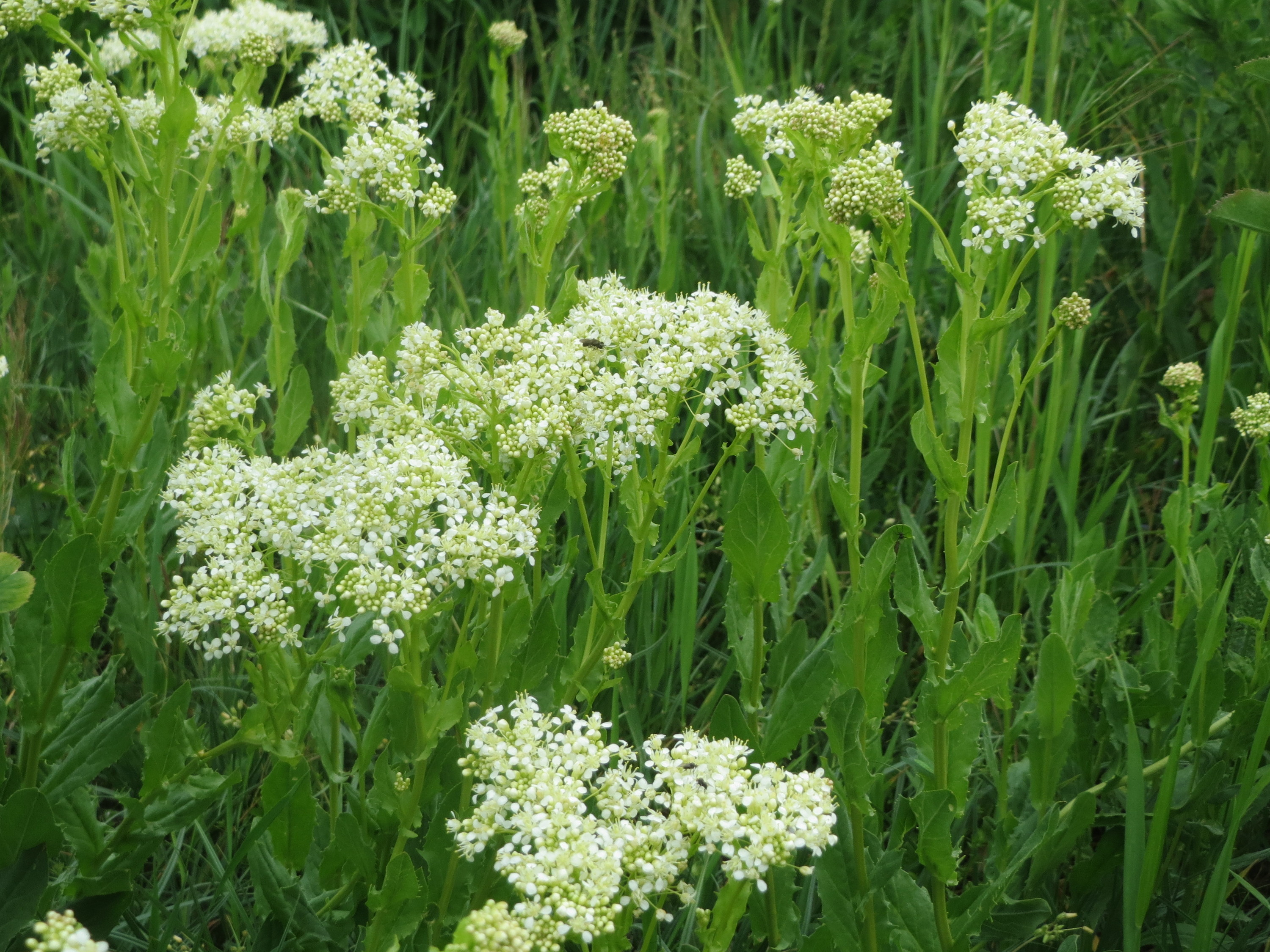
Lepidium draba
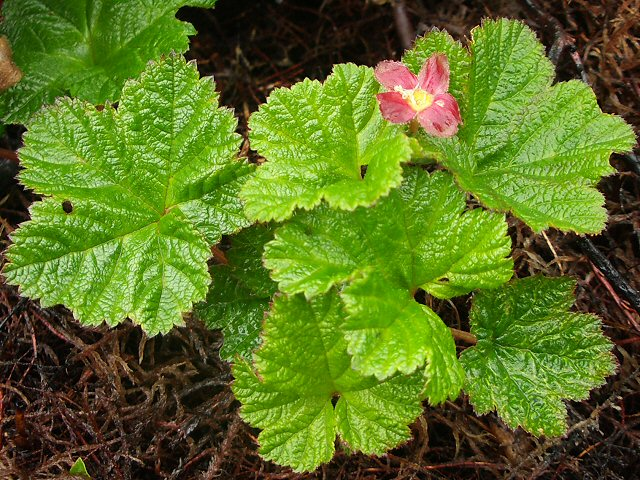
Rubus Chamaemorus
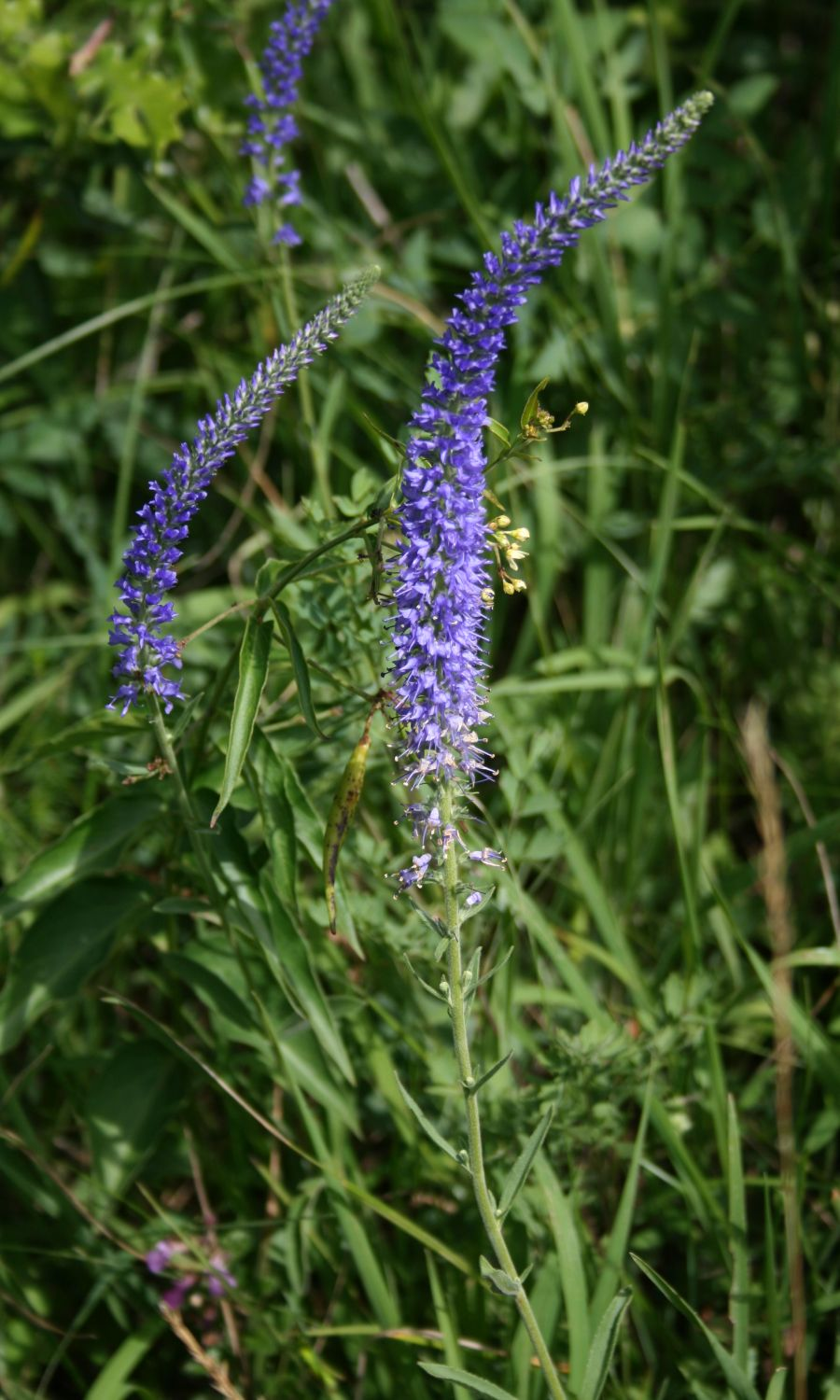
Veronica spicata